# Xã Liberty, Quận Stoddard, Missouri
Xã Liberty (tiếng Anh: Liberty Township) là một xã thuộc quận Stoddard, tiểu bang Missouri, Hoa Kỳ. Năm 2010, dân số của xã này là 14.738 người.